# Confronto
Confronto (qui signifie « affrontement » en portugais) est un groupe de punk hardcore brésilien, originaire de la région de Rio de Janeiro, fondé en 1999.

## Biographie
Le groupe est formé en 1999 à partir des restes du groupe Concave. Les membres sont originaires de Baixada Fluminense et de Petrópolis, au nord de Rio de Janeiro, et partagent, en plus de leur intérêt pour la musique, celui pour le skateboard.
Dès leur première année d'existence, le groupe se produit à la Verdurada, un festival de straight edge à São Paulo. Grâce aux labels Liberation et Corpse Fago Gravações, qui ont publié le premier enregistrement de Confronto, A Insurreição, le groupe réussit à décrocher une place en première partie d'une tournée brésilienne d'Agnostic Front, Good Clean Fun, Garotos Podres, Nueva Etica et Heaven Shall Burn. João Benedan (Ratos de Porão) et Carlos Lopes (ex-Dorsal Atlântica) ont contribué au chant de l'album, qui est suivi par des tournées en Argentine et au Chili. Confronto est le premier groupe hardcore brésilien à tourner en Europe après Point of No Return. L'EP The Insurrection, sorti en 2003, est un remix du premier album, complété par un titre en anglais, qui est publié en Europe par le label allemand Circulation Records et accompagné d'une tournée de quatre semaines. Une autre tournée européenne de deux mois et demi a suivi la sortie de leur album Causa Mortis en 2005. L'album a également été promu par des concerts en Colombie et en Équateur. Lors du Quito Fest en Équateur en 2011, Confronto joue devant 60 000 spectateurs.
Le chanteur Felipe Chehuan travaille en parallèle avec Norte Cartel depuis 2008. Dans les années 2010, le bassiste Eduardo Moratori apparaît en tant que testimonial pour Fernandes Guitars.

## Style musical
Confronto joue du punk hardcore moyennement rapide avec des influences death metal. Sur l'album Imortal de 2013, des influences metalcore sont ajoutées. Le site Metal-Rules.com décrit la musique du groupe comme « influencée par différents sous-genres du metal, complétés par du hardcore ».
Le groupe est attaché à la pensée straight edge ; tous les membres sont végétariens ou végétaliens. Musicalement, le groupe a été influencé de manière déterminante lors de sa formation par le hardcore new-school américain des années 1990 ainsi que par des groupes de thrash metal comme Slayer, Sepultura ou Pantera. Au niveau des textes, Confronto s'oppose en premier lieu, comme c'est souvent le cas pour les groupes hardcore, à l'oppression, à l'injustice et au « capital ». Les thèmes concrets sont par exemple la critique du mode de vie à l'américaine ou de l'exploitation des enfants en tant qu'aides bon marché dans les entreprises agricoles brésiliennes, ils décrivent en outre la vie quotidienne dans leur ville natale de Rio de Janeiro. La plupart des textes du groupe sont en portugais ; seuls The Insurrection et Immortal, ainsi qu'un split EP avec le groupe de hardcore américain Die Young, contiennent des morceaux en anglais.

## Discographie
- 2001 : A Insurreição (EP, Liberation/Corpse Fago Gravações)
- 2003 : The Insurrection (EP, Circulation Records)
- 2003 : split avec Children of Gaia (Liberation)
- 2004 : Dedicated to the Fears (split avec Fall of a Season, Burning Season Records)
- 2005 : Causa Mortis (Burning Season Records)
- 2008 : Sanctuarium (Refoundation Records)
- 2010 : 10 Anos de guerra (DVD, Seven Eight Life Recordings)
- 2013 : Split-EP avec Die Young (Vegan Records)
- 2013 : Imortal (Urubuz Records)
- 2014 : Split-EP avec In Other Climes (Spook Records)
- 2015 : Immortal (Deadlight Entertainment)
- 2016 : To the Dragons (EP, Deckdisc)